# Концертный фильм

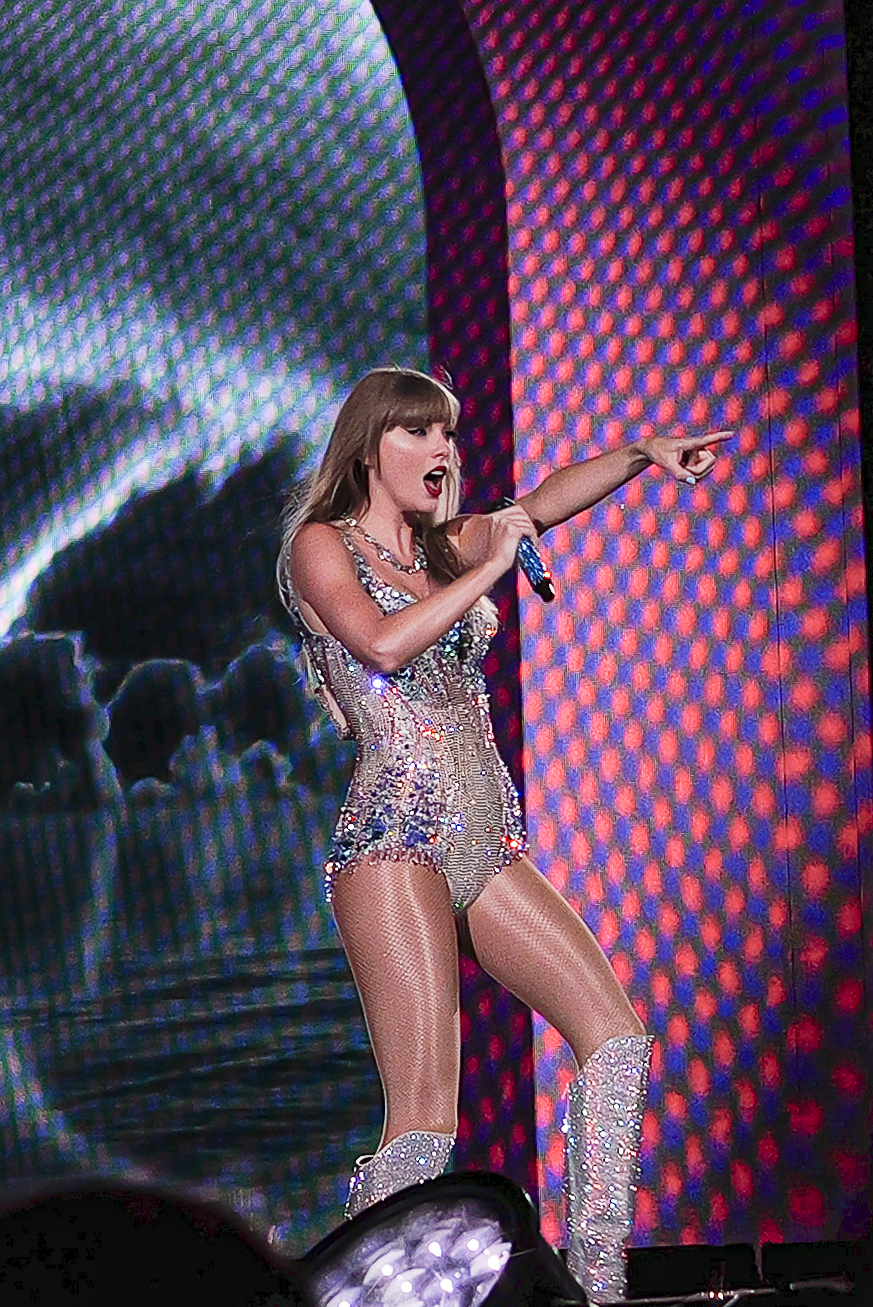
Taylor Swift: The Eras Tour (2023) стал самым успешным концертным фильмом всех времён

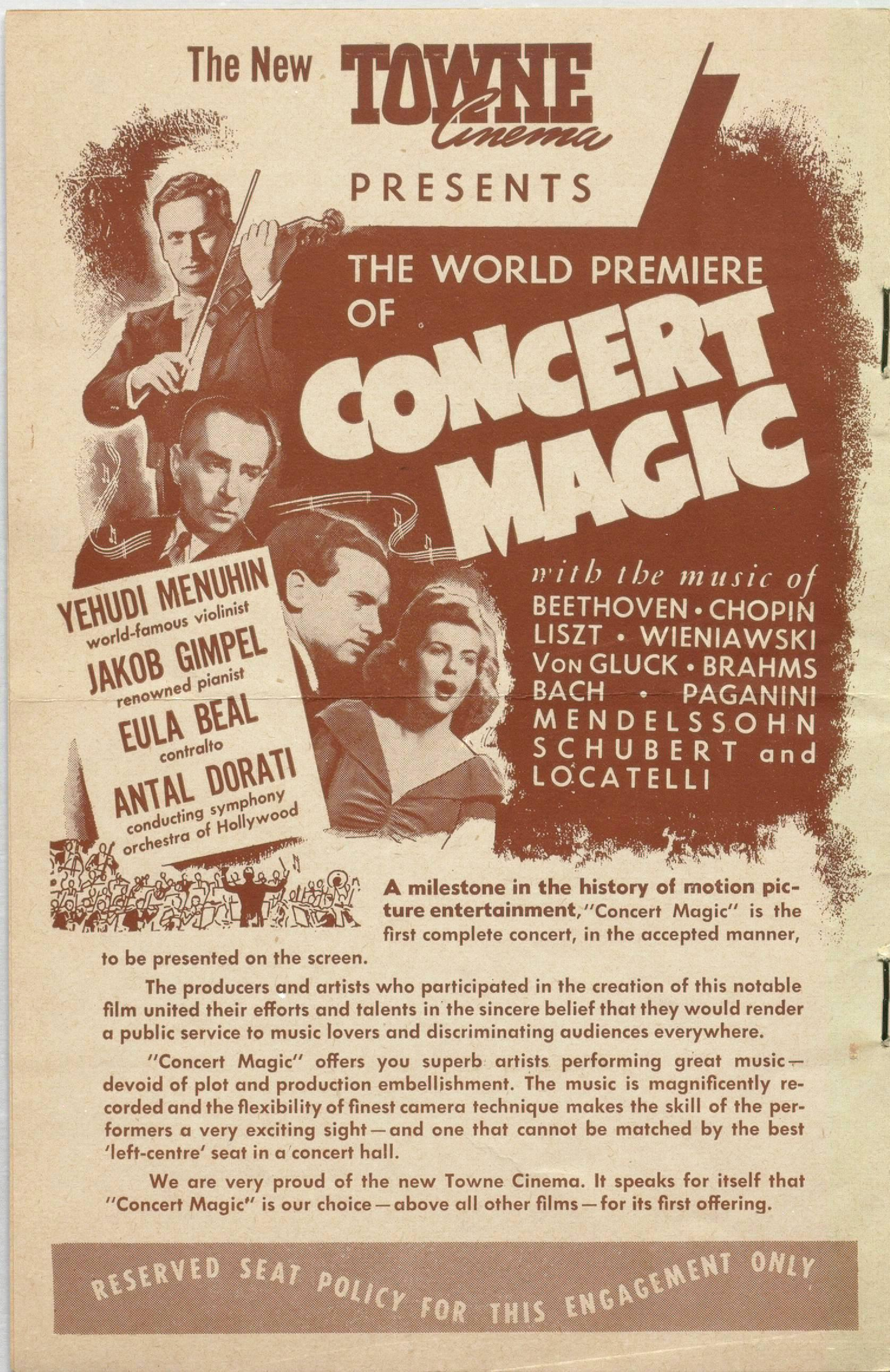
Афиша фильма Concert Magic в кинотеатре Towne Cinema в Торонто, 1948 год

Концертный фильм или фильм-концерт — это фильм, демонстрирующий живое выступление с точки зрения посетителя концерта, предметом которого является продолжительное живое выступление или концерт музыканта или стендап-комика.

## История
Самый ранний известный концертный фильм — Concert Magic 1948 года. В этом концерте участвует скрипач-виртуоз Иегуди Менухин (1916—1999), выступая в студии Charlie Chaplin Studios в 1947 году. Вместе с аккомпанирующей группой музыкантов он исполнил классические и романтические произведения известных композиторов, таких как Бетховен, Венявский, Бах, Паганини и других.
Самый ранний известный джазовый концертный фильм — лента 1959 года Jazz on a Summer’s Day. Фильм был записан во время пятого ежегодного джазового фестиваля в Ньюпорте. Самым ранним известным фильмом посвящённым рок-концерту является T.A.M.I. Show, в котором участвовали такие исполнители, как The Beach Boys, Джеймс Браун, Марвин Гэй и The Rolling Stones.
Один из самых новаторских концертных фильмов считается Pink Floyd: Live at Pompeii (1972) режиссёра Адриана Мабена, в котором участники рок-группы Pink Floyd исполняют набор своих песен в самом старом сохранившимся римском амфитеатре без публики (за исключением технического персонала).

## Рокументари
Этот термин впервые был использован Биллом Дрейком в радиопередаче «История рок-н-ролла», в 1969 году, и представляет собой сочетание слов «рок» и «документальный фильм». Впоследствии журналисты применяли термин для описания фильмов-концертов, в которых участвовали несколько артистов. В 1976 году этот термин использовался промоутерами бродвейской музыкальной постановки Beatlemania, в которой было задокументировано развитие карьеры The Beatles — знаменитого британского рок-квартета. В свою очередь, псевдодокументальный фильм 1984 года «Это — Spinal Tap!» в значительной степени пародировал жанр рок-документалистики.

## Другие примеры
Другие примеры фильмов этого типа включают «Menudo: La Pelicula» (1981) бой-бэнда Menudo и «Sing Blue Silver» (1984) группы Duran Duran. Первый смешивает концерт Menudo (в Мериде, Венесуэла) со сценами из полноценного сюжетного фильма, а второй документирует путешествие группы Duran Duran по Канаде и Соединённым Штатам, чередуя его с концертными кадрами.

## Самые кассовые концертные фильмы
С 2023 года самым кассовым концертным фильмом стал «Taylor Swift: The Eras Tour» певицы Тейлор Свифт. Посмертный трибьют-фильм Майкла Джексона «Майкл Джексон: Вот и всё» (2009), в котором запечатлен не концерт, а разработка и репетиции отмененного одноименного концерта Джексона, стал самым кассовым документальным фильмом всех времен, собрав в прокате более 261 000 000 долл.
| Ранг | Название                                                   | Исполнитель   | Мировой валовый сбор | Год  |
| ---- | ---------------------------------------------------------- | ------------- | -------------------- | ---- |
| 1    | «Taylor Swift: The Eras Tour»                              | Тейлор Свифт  | $248,956,030         | 2023 |
| 2    | «Джастин Бибер: Никогда не говори никогда»                 | Джастин Бибер | $99,034,125          | 2011 |
| 3    | «Ханна Монтана и Майли Сайрус: Концертный тур «Две жизни»» | Майли Сайрус  | $70,712,099          | 2008 |
| 4    | «One Direction: Это мы»                                    | One Direction | $68,233,799          | 2013 |
| 5    | «Эдди Мерфи «Как есть»»                                    | Эдди Мерфи    | $50,504,655          | 1987 |